# Aloysio Nunes
Aloysio Nunes Ferreira Filho (São José do Rio Preto, 5 de abril de 1945) é um advogado e político brasileiro. Dentre outros cargos, foi vice-governador de São Paulo, senador pelo mesmo estado, ministro da Justiça e ministro das Relações Exteriores do Brasil.

## Biografia
Começou a militância política em 1963, quando entrou na Faculdade de Direito do Largo de São Francisco da Universidade de São Paulo. Logo depois do golpe militar de 1964, filiou-se ao Partido Comunista Brasileiro (PCB), que, por ter sua existência proibida, atuava na clandestinidade. Foi presidente do tradicional Centro Acadêmico XI de Agosto e formou-se bacharel em direito em 1968.
Como o PCB se opunha à resistência armada contra a Ditadura Militar que se instalara desde 1964 no Brasil, Aloysio Nunes  ingressou na Ação Libertadora Nacional (ALN), organização guerrilheira liderada por Carlos Marighella e Joaquim Câmara Ferreira, o Toledo.
Assumiu na clandestinidade o pseudônimo Mateus. Durante muito tempo foi motorista e guarda-costas de Marighella. As ações da ALN incluíram assaltos para angariar fundos que sustentariam a resistência armada. Em agosto de 1968, participou do assalto ao trem pagador da antiga Estrada de Ferro Santos-Jundiaí. Segundo relatos da imprensa da época, a ação ocorreu sem que houvesse o disparo de tiro. Aloysio Nunes foi o motorista do carro no qual os assaltantes fugiram do local com os malotes que continham 108 milhões de cruzeiros novos (21 600 dólares estadunidenses), dinheiro suficiente para o pagamento de todos os funcionários da Companhia Paulista de Estradas de Ferro. Em outubro do mesmo ano, participou do assalto ao carro-pagador da Massey-Ferguson interceptando o veículo na praça Benedito Calixto, no bairro paulistano de Pinheiros.
Sofrendo um processo penal em que já havia um pedido de prisão preventiva e com a possibilidade de que descobrissem algo sobre suas ações armadas, fugiu para Paris por sugestão de Marighella utilizando um passaporte falso. Foi posteriormente identificado como guerrilheiro e condenado com base na extinta Lei de Segurança Nacional. Pretendia realizar um treinamento de guerrilha em Cuba, mas a gravidez de sua mulher o fez desistir. Tornou-se representante da Ação Libertadora Nacional no exterior e coordenou as ligações desta com movimentos de esquerda de todo o mundo. Filiou-se ao Partido Comunista Francês em 1971 e negociou com o presidente Boumédiène, da Argélia para que brasileiros recebessem treinamento militar de guerrilha naquele país.
Pôde finalmente, em 1979, regressar ao Brasil devido à promulgação da Lei da Anistia.
Desfiliou-se do PCB, ainda na clandestinidade, e filiou-se ao Movimento Democrático Brasileiro (MDB), depois PMDB, tendo sido eleito por este partido deputado estadual de 1983 a 1991 em seu estado natal. Foi líder do governo Franco Montoro na Assembleia Legislativa em seu primeiro mandato, e líder do governo Quercia em seu segundo mandato durante a redação e votação da Constituição do Estado de São Paulo.
Foi vice-governador de São Paulo, de 1991 a 1994, eleito na chapa de Luiz Antônio Fleury Filho. Acumulou a função de vice-governador com a de secretário estadual de Negócios Metropolitanos. Assumiu provisoriamente o governo quando Fleury viajou ao exterior. Foi o primeiro ex-comunista a ocupar este cargo.
Foi candidato derrotado do PMDB à prefeitura de São Paulo em 1992 por Paulo Maluf. Foi uma eleição polarizada basicamente entre Paulo Maluf e Eduardo Suplicy, tendo sido advertido de que seria quase impossível vencê-la.
De 1995 a 2007, foi eleito deputado federal. Em 1997, sai do PMDB e se filia ao Partido da Social Democracia Brasileira (PSDB). Interrompeu o mandato de 1999 a 2002, ao ocupar dois ministérios do governo Fernando Henrique Cardoso: a secretaria-geral da Presidência e o Ministério da Justiça. Foi o primeiro cidadão de São José do Rio Preto a exercer os cargos de vice-governador de São Paulo e ministro da Justiça.
Aloysio foi secretário municipal de São Paulo durante o governo José Serra/Gilberto Kassab. Durante o mandato de José Serra à frente do governo de São Paulo, Aloysio foi o secretário da Casa Civil.

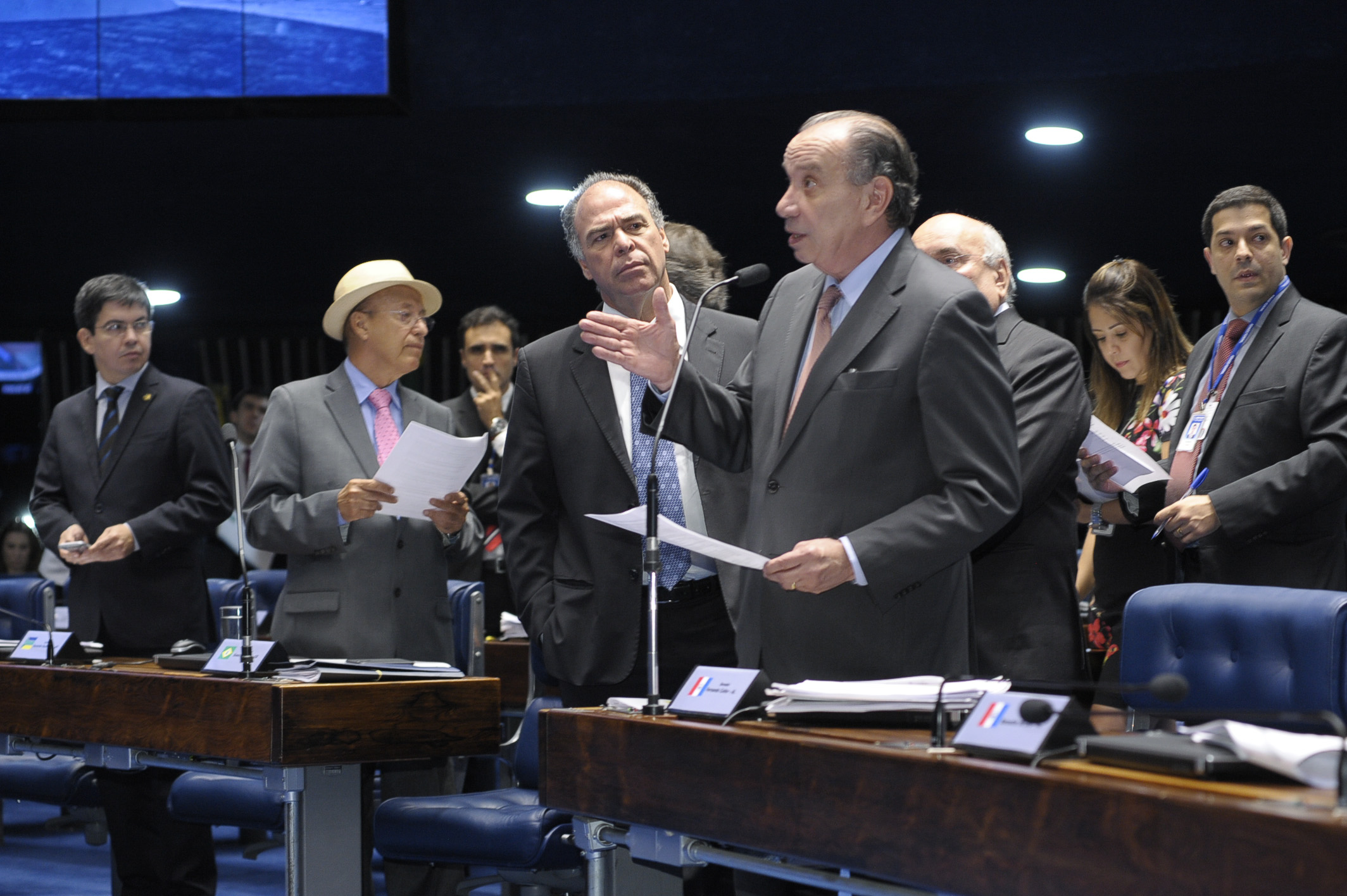
Senador Aloysio Nunes discursando no plenário do Senado Federal em 2016.

Em 3 de outubro de 2010 foi eleito senador pelo PSDB de São Paulo, com 11 189 168 votos (30,42% dos válidos), tornando-se o senador mais votado do país, ao superar o recorde do petista Aloizio Mercadante estabelecido em 2002, com 10 491 345 votos (29,9% dos válidos, à época) e tendo ficado bem à frente da também petista Marta Suplicy – também eleita senadora como a segunda colocada com 8 314 027 votos (22,61% dos válidos) – e de Netinho de Paula (PCdoB), os quais até uns três dias antes eram ainda os francos favoritos em todas as pesquisas de intenções de votos.
Na eleição presidencial de 2014, Aloysio foi companheiro de chapa de Aécio Neves e disputou o cargo de vice-presidente da República. No primeiro turno, obteve 33% dos votos válidos, ficando em segundo lugar e disputando a vice-presidência com o candidato à reeleição do PMDB, Michel Temer (vice de Dilma Rousseff).
Exerceu a liderança do PSDB no Senado, e foi líder do governo Temer na mesma casa.
Em dezembro de 2016, votou a favor da PEC do Teto dos Gastos Públicos.

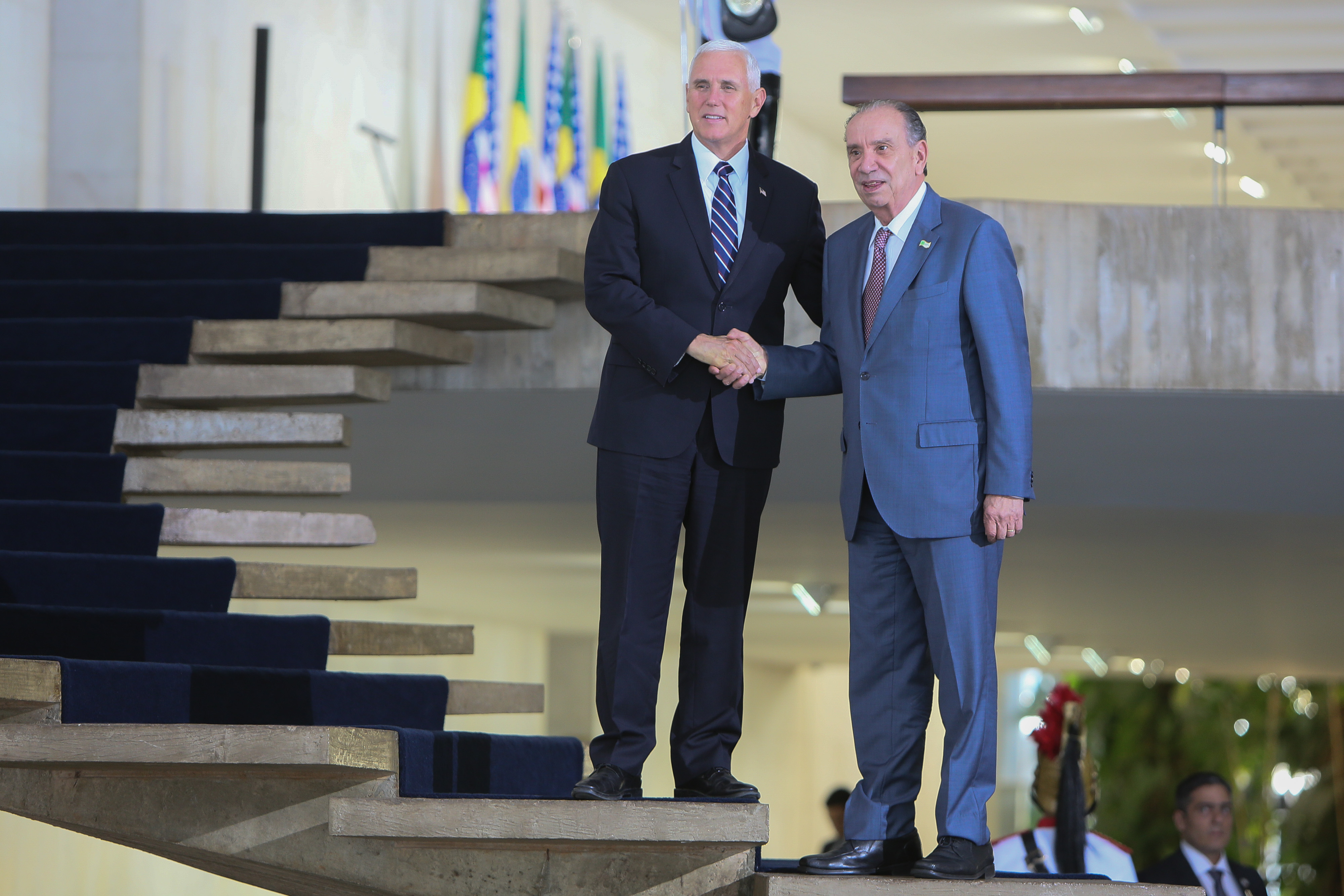
O ministro Aloysio Nunes recebe o vice-presidente dos EUA, Mike Pence no Palácio Itamaraty em junho de 2018.

Em 2 de março de 2017, Aloysio licenciou-se do Senado após ser nomeado Ministro das Relações Exteriores pelo presidente Michel Temer, devido a exoneração de José Serra da pasta por motivos de saúde. Foi substituído no Senado por seu primeiro suplente, Airton Sandoval.
Em 1 de Janeiro de 2019, foi exonerado do cargo de Ministro das Relações Exteriores, dado o fim do mandato Governo Michel Temer e retorna ao mandato de Senador da República por São Paulo. Foi indicado por João Doria para o comando do Investe São Paulo e permaneceu no cargo pouco mais de um mês pois renunciou após operação da Polícia Federal em sua residência.
Em 13 de junho de 2024, Aloysio Nunes anunciou sua saída do PSDB, sem dar justificativas da decisão, desfiliando-se no mesmo dia em que o partido lançou a pré-candidatura de José Luiz Datena à prefeitura de São Paulo. Também no mesmo dia, Renata Covas, filha de Mário Covas e mãe de Bruno Covas, tambem anunciou sua desfiliação da legenda em Santos.

## Controvérsias

### Agressão a jornalista
Em 6 de maio de 2014, nos corredores do Senado Federal, Rodrigo Grassi, arguiu o senador acerca de um suposto envolvimento com acusações de corrupção e formação de cartel nas obras do metrô de São Paulo. O chanceler acusou Grassi de insultá-lo sob encomenda do PT ao tentar associá-lo com falcatruas, enquanto o blogueiro agredido está processando o senador por violência e violação de direitos constitucionais.

### Ofendido por assessor parlamentar
Sob o pretexto de entrevistar o senador Aloysio Nunes a respeito de Comissões Parlamentares de Inquérito, Rodrigo Pilha, como é conhecido o ex-assessor da deputada Érika Kokay (PT-DF), ofendeu o parlamentar com grave injúria. Pilha não é jornalista. Essa não foi a primeira vez que o ex-assessor do PT hostilizou alguém. Em abril de 2014, postou nas redes sociais um vídeo no qual insultava o ex-presidente do Supremo Tribunal Federal, Joaquim Barbosa. Também insultou repórteres da revista Veja, que haviam publicado matéria a seu respeito.

### Investigação pela Operação Lava Jato
Em 2015, durante o interrogatório de investigações da Operação Lava Jato, em seu depoimento, o empresário Ricardo Pessoa, afirmou que fez doação para vários partidos e políticos, entre as doações, quinhentos mil reais teria ido para Aloysio Nunes.
Em 15 março de 2017, após a homologação de diversas delações premiadas, a Procuradoria-Geral da República denunciou diversos políticos por envolvimento em corrupção, entre eles Aloysio Nunes. O procurador-geral, Rodrigo Janot, pediu a retirada do sigilo da documentação que havia sido entregue no mesmo dia ao Supremo Tribunal Federal (STF), sob o argumento de que é necessário promover transparência e atender ao interesse público, o pedido foi acolhido. Documentos liberados pelo STF citam Aloysio Nunes, de ter supostamente pedido e recebido 500 mil reais em recursos não contabilizados da Odebrecht (atual Novonor).

### Suposto caixa 2 de campanha em 2010
Em 29 de julho de 2020, o Ministério Público de São Paulo apresentou uma ação cível de ressarcimento contra o ex-senador e ex-ministro Aloysio Nunes, pedindo a devolução de R$ 854 mil, em valores corrigidos, que ele teria recebido da Construtora Odebrecht, a título de suposto caixa 2 de campanha em 2010. Em 23 de junho de 2024, o ministro do Supremo Tribunal Federal (STF), Gilmar Mendes, determinou o encerramento de uma ação de improbidade administrativa contra o ex-ministro Aloysio Nunes.